# Santa Gertrudes
Santa Gertrudes este un oraș în São Paulo (SP), Brazilia.